# Ilex palawanica
Ilex palawanica är en järneksväxtart som beskrevs av Loesener och Adolph Daniel Edward Elmer. Ilex palawanica ingår i släktet järnekar, och familjen järneksväxter. Inga underarter finns listade i Catalogue of Life.